# S.S.C. Napoli
Società Sportiva Calcio Napoli, kraće SSC Napoli, ili samo Napoli, talijanski je profesionalni nogometni klub sa sjedištem u Napulju, Campania, osnovan 1926. godine. 
Klub je najveći dio svoje povijesti proveo pri vrhu talijanskog nogometa, te i trenutno nastupa u Serie A.  
Napoli, koji u pravilu igra u plavim majicama i bijelim gaćicama,  osvajao je Serie A četiri puta: prvi puta sezone 1986./87. a potom 1989./90., 2022./23. o 2024./25.. Osim toga, šest je puta osvajao talijanski kup, a na europskoj razini Kup UEFA u sezoni 1988./89. Godine 2008. osvaja i Intertoto kup, kao prvi trofej nakon bankrota 2004. i ponovnog ulaska u Serie A 2007. godine. Povijesno, Napoli je deveti najuspješniji klub u talijanskom nogometu i najuspješniji klub u južnoj Italiji. Zadnjih 10-ak godina konstantno se nalazi u samom vrhu Serie A i stalni je sudionik euro-natjecanja.
Iako se klub prvi puta pojavljuje 1904. kao Naples Foot-ball & Cricket Club, današnji SSC Napoli za svoj definitivni datum osnivanja smatra 23. kolovoza 1926., od kada klub egzistira pod imenom Associazione Calcio Napoli.
Najnovija se promjena dogodila 2004., kada je nakon višegodišnjih financijskih problema, klub otišao u bankrot, a ponovo ga je osnovao i vratio u talijanski vrh filmski producent Aurelio De Laurentiis kao Napoli Soccer.  Početkom 2006. godine uspio je otkupiti prava na povijest "starog" Napolija pa je klubu vraćeno i staro ime:  Società Sportiva Calcio Napoli.

## Povijest
Klub je osnovan kao Naples Foot-Ball & Cricket Club 1904 godine. Osnovali su ga engleski mornar William Poths i njegov suradnik M. Bayon. Napolitanci, kao što su Conforti, Catterina i Salsi Amedeo su također bili uključeni u stvaranje kluba. Izvorna se verzija dresa sastojala od nebesko plavih dresova s tamnomodrim prugama, te crnim gaćicama. Godine 1906. uprava kluba je smatrala da je njegovo ime predugačko pa su ga skratili u Naples Foot-Ball Club. 
U ranim je godinama talijansko nogometno prvenstvo bilo ograničeno samo na klubove sa sjevera, tako da su se južni klubovi natjecali protiv mornara ili su igrali u kupovima kao što je Lipton Kup. U kupu su se natjecali Napoli i Palermo FBC, a Napoli je pobijedio u tri finala. Godine 1912., strani članovi kluba zbog nesuglasica s talijanskim suigračima i kolegama napuštaju klub te osnivaju novi, nazvan Internazionale Napoli. U to vrijeme oba kluba su ubilježili prve nastupe u talijanskom prvenstvu, sezone 1912./13. Godine 1922. zbog financijskih poteškoća oba kluba, ponovo se udružuju te novi klub nazivaju Foot-Ball Club Internazionale-Naples. 

### Associazione Calcio Napoli
Pod predsjedanjem mladog napolitanskog poduzetnika Giorgija Ascarellia, klub mijenja ime u Associazione Calcio Napoli, 1. kolovoza 1926. koje je ime zadržao sve do 1964. kada se ime mijenja u Società Sportiva Calcio Napoli
Nakon slabijeg početka, Napoli se počeo poboljšavati zahvaljujući Paragvajcu Atillu Sallustru koji je bio prvi pravi heroj obožavatelja. Bio je odličan golgeter i do kraja karijere postao je najbolji strijelac svih vremena za Napoli, rekord koji je izdržao sve do Maradonine ere.
Napoli je ušao u Serie A pod upravljanjem engleskog trenera Wiliama Garbutta, te tokom idućih šest godina klub će često završavati u vrhu tablice. 
U sezonama 1932./33. i 1933./34. završavao je među tri najbolja kluba, kada su doveli i nekoliko odličnih igrača kao što su Antonio Vojak (rođenjem Hrvat, koji je postao jedan od najboljih strijelaca Napolija svih vremena), Arnaldo Sentimenti i Carlo Buscaglia. 
S početkom Drugog svjetskog rata, započinje pad Napolija, međutim uspijeva izbjeći ispadanje iz lige 1939./40. zbog bolje gol-razlike ispred Ligurie. Godine 1942. Napoli ispada u Serie B a te se iste godine seli sa stadiona Giorgio Ascarelli na stadion Arturo Collana, na kojem ostaje u Serie B do kraja rata.
Završetkom rata, Napoli je stekao pravo natjecanja u Serie A, ali ponovo ispada već nakon samo dvije sezone.
Usprkos tomu što je u tom razdoblju dosta oscilirao rezultatima, izmjenjujući promocije u viši te ispadanja u niži rang, Napoli je imao i zapaženih uspjeha.
U Kupu Italije pobijeđen je SPAL za osvajanje svog prvog trofeja - Coppa Italie 1962., pogodcima Corellia i Ronzona.

### Napoli u uzdizanju; druga polovica 60-tih
Dana 25. lipnja 1964. klub mijenja ime u Società Sportiva Calcio Napoli. 
U sezoni 1964./65. klub se počeo ponovo uzdizati i dobrim rezultatima osigurava promociju u Serie A. Pod vodstvom bivšeg igrača Brune Pesaole osvaja trofej Kup Alpa te su u povratničkoj sezoni završava pri vrhu Serie A, s osvojenim trećim mjestom. 
U sezoni 1967./68. Napoli je bio blizu osvajanja naslova prvaka, ali na kraju ipak završava na drugom mjestu iza AC Milana. Tada su u momčadi Napolija igrali neki od najpopularnijih igrača tog vremena, kasnije legende kao što su Dino Zoff, José Altafini, Omar Sivori i domaći igrač Antonio Juliano. Juliano je postavio rekord po broju nastupa za SSC Napoli, nadmašen tek mnogo godina kasnije od strane Mareka Hamšika.
Dobre igre Napolija nastavile su se i tijekom 1970-ih, što je dovelo do trećih mjesta u sezonama 1970./71. i 1973./74.
Pod palicom bivšeg igrača, Luisa Vinicia, Napoli je osigurao ulazak u Kup UEFA; u sezoni 1974./75. stigao je do trećeg kola gdje je ispao od Porta rezultatom 2:0. Iste sezone, Napoli je osvojio drugo mjesto u Serie A, samo dva boda iza tadašnjeg prvaka Juventusa. 
Dobri rezultati u tom razdoblju obilježeni su solidnim igrama domaćih lokalnih igrača kao što su Giuseppe Bruscolotti, Antonio Juliano i Salvatore Esposito a posebno golovima Giuseppea Savoldija.
Nakon što su u finalu visoko porazili Southampton F.C. rezultatom 4:1 i osvojili Anglo-talijanski Liga kup, Napoli je ušao u Kup pobjednika kupova u sezoni 1976./77., gdje je stigao do polufinala. 
Klub je osvojio svoj drugi Coppa Italia u sezoni 1975./76. godine. Na putu do finala pobijeđeni su Milan i Fiorentina, a u finalu je lagano svladana Verona rezultatom 4:0.
U tim je godinama Napoli uvijek bio vrlo konstantna momčad koja je sezonu uvijek bila pri vrhu, točnije među prvih šest tijekom kasnih 1970-ih. 
Isti trend nastavio se i početkom 1980-ih, gdje je u sezoni 1980./81. predvođen legendarnim nizozemskim stoperom Ruud Kroolom Napoli završio na trećem mjestu. Međutim, u sezoni 1983./84. Napoli je ponovo bio uključen u borbu za ostanak.
No tadašnji predsjednik Ferlaino tada je povukao povijesni potez - uz pomoć suradnika doveo je u Napoli već tada jednog od najboljih svjetskih nogometaša, Diega Armanda Maradonu.

### Maradonina era
Napoli je u ljeto 1984. za tada rekordnu transfernu odštetu od 6,9 milijuna £ doveo Diega Maradonu iz Barcelone. 
S vremenom je oko Diega izgrađena kvalitetna momčad s igračima poput Cire Ferrare, Salvatorea Bagnia, Fernanda de Napolija i Bruna Giordana. pa nakon ne previše uspješne sezone 1984./85., u sezoni 1985./86. Napoli ponovo osvaja treće mjesto u Serie A što je bio uvod u najslavnije dane Napolijeve povijesti.
Nakon što je Maradona u ljeto 1986. postao svjetski prvak s Argentinom, Napoli je u sezoni 1986./87. uz dodatna pojačanja poput Andree Carnevalea i Francesca Romana ostvario svoju najbolju sezonu u povijesti. Osvojena je dvostruka kruna - najprije je osvojena Serie A, a zatim je u finalu Coppa Italije poražena momčad Atalante s viskoih 4:0. Do tada nijedna momčad južne Italije nije osvojila Scudetto a Napolitanci su u Diegu Maradoni pronašli idola i ikonu koja je za njih postala i više od samog nogometa.
U sezoni nakon 'Scudetta' Napoli se dodatno pojačao s odličnim brazilskim centarforom Antoniom Carecom te je tako formiran čuveni trio MA-GI-CA (Maradona-Giordano-Careca). No usprkos tome te sezone klub nije bio ponovio uspjeh; u Kupu prvaka ispao je u ranoj fazi od Real Madrida a prvenstvo je na kraju završio na drugom mjestu iza AC Milana, makar je većinu vremena proveo na čelu Serie A i gotovo svi su ga vidjeli kao ponovnog osvajača 'Scudetta'.
Nakon tog neuspjeha i razočaranja, Napoli se donekle iskupio u sezoni 1988./89. osvojivši Kup UEFA, svoj prvi veliki europski naslov. 
Na putu do finala u epskim utakmicama nadmašeni su Juventus i Bayern München a u finalu je Napoli u dvije utakmice bio bolji od  VfB Stuttgarta; 2:1 na San Paolu golovima Maradone i Carece te 3:3 u uzvratu golovima Alemãoa, Cire Ferrare i Antonia Carece. 
U Serie A Napoli je ponovo završio kao drugoplasirani, ovaj puta iza Intera.
Svoj drugi naslov prvaka u Serie A Napoli je osvojio u sezoni 1989./90., nakon što je u utrci za naslov pri samom kraju prvenstva prestigao AC Milan s dva boda prednosti i na taj mu se način na neki način revanširao za razočarenje iz sezone 1987./88. Prekretnica u tom prvenstvu bio je događaj u Bergamu, kada je Alemaõ, pogođen novčićem u glavu, morao napustiti teren a utakmica koja je završila 0:0 registrirana rezultatom 2:0 u korist Napolija. Od tog trenutka pa sve do kraja Napoli je ostvario sve pobjede dok je Milan neočekivano zakazao u predzadnjem kolu, izgubivši od tada već otpisane Verone rezultatom 2:1. U posljednjem kolu Napoli nije propustio pobijediti Lazio na prepunom San Paolu i tako proslaviti svoju drugu titulu prvaka Italije.
U ljeto nakon osvajanja drugog naslova prvaka, na Svjetskom prvenstvu 1990., na San Paolu je odigrana utakmica polufinala između Argentine i Italije. Maradona je uoči utakmice pozvao svoje Napolitance da budu uz njega i njegovu reprezentaciju no emocije napolitanskog puka bile su podijeljene. Utakmica je završila neodlučenim rezultatom pa se pristupilo jedanaestercima a pobjednički jedanaesterac za prolaz Argentine postigao je upravo Diego Maradona. Talijani mu to nikada nisu u potpunosti oprostili a zvižduci prilikom intoniranja himne u finalu na Stadio Olimpico u Rimu, posebno su zaboljeli Maradonu. Trzavice na relaciji između Maradone i predsjednika kluba Ferlaina također su bile sve vidljivije budući da je Maradona zahtijevao transfer još od prethodne sezone, osjećajući da je previše zapao u osobne probleme , no Ferlaino mu nije htio popustiti. Tijekom prvenstva 1990./91. Talijanski nogometni savez proveo je doping kontrolu na kojoj je Maradoni utvrđena prisutnost kokaina te je posljedično dobio zabranu igranja od 15 mjeseci.
Napoli je prije samog početka prvenstva uspio još osvojiti talijanski superkup, visokom pobjedom protiv Juventusa rezultatom 5:1, no bio je to posljednji trofej u eri Maradone.
Maradona je posljednju utakmicu prije suspenzije odigrao 24. ožujka 1991. protiv Sampdorije u kojoj je postigao i svoj posljednji gol. 
Odmah po izricanju presude Maradona je napustio Napulj a klub je opterećen događajima i aferama oko Maradone odigrao lošu sezonu te završio prvenstvo tek na osmom mjestu.
Maradona je usprkos problemima s drogom ostao upisan u povijest Napolija, a sa 115 postignutih golova vodio se kao najbolji strijelac Napolija svih vremena sve do 2020. kada ga je nadmašio Marek Hamšik (nešto kasnije i Dries Mertens).
Njegova 10-ka na dresu je naknadno "umirovljena" i više je niti jedan igrač Napolija ne nosi a po njemu je nakon iznenadne smrti 25. studenog 2020. ubrzo preimenovan i stadion, koji danas nosi njegovo ime - Stadion Diego Armando Maradona.
Diegova ostavština Napoliju i napolitancima nema riječi za izraziti se, s obzirom na to da se i dan-danas u Napulju praktički smatra polubogom (D10S) a njegovi potezi i golovi prepričavaju se s emocijama te prenose na mlade generacije.

### Propast i ponovno rođenje
Iako je klub u sezoni završio 1991./92. završio na vrlo dobrom četvrtom mjestu, Napoli opterećen financijskim problemima vlasnika Corrada Ferlaina postupno je počeo propadati. 
Igrači kao što su Ciro Ferrara, Gianfranco Zola, Daniel Fonseca i Antonio Careca napustili su klub do 1994. ali unatoč tome, Napoli se uspio kvalificirati u Kup UEFA 1994./95., gdje je stigao do trećeg kola.
U sezoni 1996./97. igrao je i u finalu talijanskog kupa u kojem je poražen s 3:1 od Vicenze. 
Nakon te sezone Napoli je značajno pao a sezone 1998./99. ispada u Serie B sa svega dvije pobijede u cijeloj sezoni. 
Klub se uspio vratiti vratiti u Serie A u sezoni 1999./00., no odmah opet ispada u Serie B. Napoli nije uspio izboriti promociju sljedeće godine, a financijski problemi koji su rasli nisu omogućavali normalan daljnji rad kluba. 
U kolovozu 2004., Napoli je proglasio bankrot zbog duga od 70 milijuna €. 
Međutim, nastavak rada kluba osigurava filmski producent Aurelio De Laurentiis koji je kupio bankrotirani klub i obnovio ga pod imenom Napoli Soccer, s obzirom na to da nije smio koristiti staro ime. 
Talijanski nogometni savez izbacio je Napoli u Serie C1, gdje je propuštena prilika da se odmah u prvoj sezoni vrati u Serie B tako što je u razigravanju poražen s 2:1 od lokalnih konkurenata Avellina.
No unatoč činjenici da je Napoli morao igrati u tako niskom rangu, uspjeli su zadržati veću posjećenost na stadionima nego većina klubova iz Serie A a utakmicama u Serie C znalo je prisustvovati i više od 50.000 ljudi, što je za današnji nogomet rijetko viđen slučaj. 
Sljedeće sezone Napoli se ipak plasirao u Serie B a Aurelio De Laurentiis uspio je vratiti Napolijevo staro ime - klub je ponovno preimenovan u Società Sportiva Calcio Napoli u svibnju 2006.
Nakon samo jedne sezone igranja u Serie B, Napoli je pod vodstvom trenera Edija Reje 2007. promoviran u Serie A, osvojivši drugo mjesto iza Juventusa, a ispred Genoe koja je također izborila promociju.

### De Laurentiisova era
U sezoni 2007./08. Napoli je po prvi put od ispadanja 2001. nastupio u Serie A a klub je sezonu završio na visokom 8. mjestu. 
Operativni kreator 'novog Napolija' bio je sportski direktor Pierpaolo Marino, koji je u Napoli doveo mladog ali vrlo kvalitetnog Mareka Hamšika te Ezekiela Lavezzija.
Osvajanje osmog mjesta u prvoj prvoligaškoj sezoni obnovljenog kluba osiguralo je Napoliju kvalifikacije u trećem kolu Intertoto kupa.
Napoli je u Intertoto kupu igrao protiv Panioniosa kojeg su dva puta dobili po 1:0, za svoj prvi europski trofej nakon 20 godina, i svoj prvi trofej nakon 'uskrsnuća' i ponovnog ulaska u Serie A.
S tim uspjehom uspjeli su se kvalificirati za 2. pretkolo Kupa UEFA, gdje su igrali s albanskim prvakom Vllazniom, kojeg su u gostima dobili 3:0. U uzvratu je Napoli na San Paolu pobijedio s 5:0, s dva gola Rinauda, po jednog Pie, Lavezzija i Hamšíka. S tom su pobjedom osigurali 1. kolo Kupa UEFA, s portugalskom Benficom no usprkos dobrom dojmu (3:2 u uzvratu, nakon poraza 2:0 Lisabonu) te sezone dalje više nisu mogli.
Sljedeću sezonu Napoli nije odigrao na razini očekivanja pa je Edija Reju zamijenio Roberto Donadoni. Prvenstvo 2008./09. Napoli je završio na 12. mjestu a kako su i u iduću sezonu krenuli s lošijim rezultatima, na klupi je Donadonija zamijenio Walter Mazzarri.
Pod Mazzarijevim vodstvom te Hamšikom i Lavezzijem na terenu, Napoli je sezonu 2009./10. završio na 6. mjestu a već sljedeće sezone, dodatno pojačani Edinsonom Cavanijem, sezonu završavaju na 3. mjestu što im je osiguralo plasman u Ligu prvaka.
| - 1904.: Osnivanje kluba Naples Foot-Ball & Cricket Club. - 1906.: Preimenovanje kluba u Naples Foot-Ball Club. - 1912.: Osnivanje novog kluba Unione Sportiva Internazionale Napoli. - 1912./13.: Naples je ispao u početku natjecanja, a Internazionale Napoli je eliminiran u finalu Južne Lige. - 1913./14.: Naples je ispao u početku natjecanja, a Internazionale Napoli je eliminiran u finalu Južne Lige. - 1914./15.: Natjecanje nije do kraja održano. - 1919./20.: Naples je eliminiran u grupi, a Internazionale Napoli eliminiran u polufinalu interregionalija. - 1920./21.: Internazionale Napoli je eliminiran u finalu natjecanja, Naples je eliminiran u finalu Interregionalija. - 1921./22.: Naples i Internazionale Napoli su eliminirani na početku natjecanja. - 1922.: Ujedinjenje Naplesa i Internazionale Napolija pod imenom Foot-Ball Club Internaples. - 1922./23.: Internaples je eliminiran u polufinalu Južne Lige. - 1923./24.: Internaples je eliminiran u polufinalu Južne Lige. - 1924./25.: Internaples je eliminiran u početku natjecanja. - 1925./26.: Internaples je eliminiran u finalu Južne Lige. - 1. kolovoza 1926.: Osnivanje kluba Associazione Calcio Napoli. - 1926./27.: 10. u Grupi A u Divisione Nazionale. Ripescato. - 1927./28.: 9. u Grupi A u Divisione Nazionale. - 1928./29.: 8. u Grupi B u Divisione Nazionale. - 1929./30.: 5. u Serie A. - 1930./31.: 6. u Serie A. - 1931./32.: 9. u Serie A. - 1932./33.: 3. u Serie A. - 1933./34.: 3. u Serie A. - 1934./35.: 7. u Serie A. - 1935./36.: 8. u Serie A. - 1936./37.: 13. u Serie A. - 1937./38.: 10. u Serie A. - 1938./39.: 5. u Serie A. - 1939./40.: 13. u Serie A. - 1940./41.: 7. u Serie A. - 1941./42.: 15. u Serie A. Povratak u Serie B. - 1942./43.: 3. u Serie B. - 1943./45.:Prvensta nisu igrana vojnih djelovanja zbog Drugog svjetskog rata. - 1945./46.: 1. u Južnoj Ligi. Promocija u Serie A. 5. u finalnoj grupi u Divisione Nazionale. - 1946./47.: 8. u Serie A. - 1947./48.: 21. u Serie A jer ih je CAF izbacio zbog ilegalnih stvari. Povratak u Serie B. - 1948./49.: 5. u Serie B. - 1949./50.: 1. u Serie B. Promocija u Serie A. - 1950./51.: 6. u Serie A. - 1951./52.: 6. u Serie A. - 1952./53.: 4. u Serie A. - 1953./54.: 5. u Serie A. - 1954./55.: 3. u Serie A. - 1955./56.: 14. u Serie A. - 1956./57.: 11. u Serie A. - 1957./58.: 4. u Serie A. - 1958./59.: 9. u Serie A. - 1959./60.: 14. u Serie A. - 1960./61.: 17. u Serie A. Povratak u Serie B. - 1961./62.: 2. u Serie B. Promocija u Serie A. Pobjednici Coppa Italia. - 1962./63.: 16. u Serie A. Povratak u Serie B. - 1963./64.: 8. u Serie B. - 1964.: Klub je promijenio ime u Società Sportiva Calcio Napoli. - 1964./65.: 2. u Serie B. Promocija u Serie A. - 1965./66.: 3. u Serie A. Pobjednici Kupa Alpa. - 1966./67.: 4. u Serie A. | - 1967./68.: 2. u Serie A. - 1968./69.: 7. u Serie A. - 1969./70.: 6. u Serie A. - 1970./71.: 3. u Serie A. - 1971./72.: 8. u Serie A. - 1972./73.: 9. u Serie A. - 1973./74.: 3. u Serie A. - 1974./75.: 2. u Serie A. - 1975./76.: 5. u Serie A. Pobjednici Coppa Italia. - 1976./77.: 7. u Serie A. Pobjednici Anglo-talijanskog Liga kupa. - 1977./78.: 6. u Serie A. - 1978./79.: 6. u Serie A. - 1979./80.: 11. u Serie A. - 1981./82.: 4. u Serie A. - 1982./83.: 9. u Serie A. - 1983./84.: 11. u Serie A. - 1984./85.: 8. u Serie A. - 1985./86.: 3. u Serie A. - 1986./87.: Prvaci Italije. Pobjednici Coppa Italia. - 1987./88.: 2. u Serie A. - 1988./89.: 2. u Serie A. Pobjednici Kupa UEFA. - 1989./90.: Prvaci Italije. - 1990./91.: 7. u Serie A. Pobjednici Supercoppa Italiana. - 1991./92.: 4. u Serie A. - 1992./93.: 11. u Serie A. - 1993./94.: 6. u Serie A. - 1994./95.: 7. u Serie A. - 1995./96.: 10. u Serie A. - 1996./97.: 12. u Serie A. - 1997./98.: 18. u Serie A. Povratak u Serie B. - 1998./99.: 9. u Serie B. - 1999./00.: 2. u Serie B. Promocija u Serie A. - 2000./01.: 16. u Serie A. Povratak u Serie B. - 2001./02.: 5. u Serie B. - 2002./03.: 16. u Serie B. - 2003./04.: 14. u Serie B. - 2004.: Preimenovanje kluba iz Società Sportiva Calcio Napoli; u Napoli Soccer kada su ispali u Serie C1. - 2004./05.: 3. u Serie C1 skupina B. Ispali u doigravanju. - 2005./06.: 1. u Serie C1 skupina B. Promocija u Serie B. - 2006.: Klub vraća svoje staro ime Società Sportiva Calcio Napoli. - 2006./07.: 2. u Serie B. Promocija u Serie A. - 2007./08.: 8. u Serie A. - 2008./09.: 12. u Serie A. - 2009./10.: 6. u Serie A. - 2010./11.: 3. u Serie A. - 2011./12.: 5. u Serie A. Pobjednici talijanskog kupa. - 2012./13.: 2. u Serie A. - 2013./14.: 3. u Serie A. Pobjednici talijanskog kupa. - 2014./15.: 5. u Serie A. Pobjednici Supercoppa Italiana. - 2015./16.: 2. u Serie A - 2016./17.: 3. u Serie A - 2017./18.: 2. u Serie A - 2018./19.: 2. u Serie A - 2019./20.: 7. u Serie A Pobjednici talijanskog kupa - 2020./21.: 5. u Serie A - 2021./22.: 3. u Serie A |

## Umirovljeni brojevi
- 10 –  Diego Maradona, navalni vezni igrač, 1984. – 1991.

## Predsjednici
| - Giorgio Ascarelli (1926. – 1927.) - Gustavo Zinzaro - Giovanni Maresca 1928. – 1929. - Giorgio Ascarelli 1929. – 1930. - Giovanni Maresca 1930. – 1932. - Eugenio Coppola 1930. – 1932. - Vincenzo Savarese 1932. – 1936. - Achille Lauro 1936. – 1940. - Gaetano Del Pezzo 1940. - Tommaso Leonetti 1940. – 1941. - Luigi Piscitelli 1941. – 1943. - Annibale Fienga 1943. – 1945. - Vincenzo Savarese 1945. – 1946. - Pasquale Russo 1946. – 1948. - Egidio Musollino 1948. – 1951. - Alfonso Cuomo 1951. – 1952. - Achille Lauro 1952. – 1954. | - Alfonso Cuomo 1954. – 1963. - Luigi Scuotto 1963. – 1964. - Roberto Fiore 1964. – 1967. - Gioacchino Lauro 1967. – 1968. - Antonio Corcione 1968. – 1969. - Corrado Ferlaino 1969. – 1971. - Ettore Sacchi 1971. – 1972. - Corrado Ferlaino 1972. – 1983. - Marino Brancaccio 1983. - Corrado Ferlaino 1983. – 1993. - Ellenio F. Gallo 1993. – 1995. - Vincenzo Schiano di Colella 1995. – 1996. - Gian Marco Innocenti 1997. – 1998. - Federico Scalingi 1999. – 2000. - Giorgio Corbelli 2000. - Salvatore Naldi 2002. – 2004. - Aurelio De Laurentiis 2004. – danas |

## Treneri
| Italija - Giovanni Terrile - Angelo Mattea - Paolo Jodice - Adolfo Baloncieri - Antonio Vojak - Giuseppe Innocenti - Raffaele Sansone - Attila Sallustro - Giovanni Vecchina - Arnaldo Sentimenti - Felice Placido Borel - Paolo Jodice - Domenico Mattioli - Luigi De Manes - Vittorio Mosele - Eraldo Monzeglio - Amedeo Amadei - Attila Sallustro - Fioravante Baldi | - Eraldo Monzeglio - Roberto Lerici - Giovanni Molino - Giuseppe Chiappella - Egidio Di Costanzo - Giuseppe Chiappella - Alberto Del Frati - Bruno Pesaola - Gianni di Marzio - Luis Vinicio - Rino Marchesi - Massimo Giacomini - Nello Santin - Ottavio Bianchi - Alberto Bigon - Claudio Ranieri - Marcello Lippi - Vincenzo Guerini - Aldo Sensibile - Luigi Simoni - Vincenzo Montefusco | - Bortolo Mutti - Carlo Mazzone - Giovanni Galeone - Renzo Ulivieri - Walter Novellino - Emiliano Mondonico - Luigi De Canio - Franco Colomba - Sergio Buso - Franco Scoglio - Andrea Agostinelli - Luigi Simoni - Giampiero Ventura - Edoardo Reja - Walter Mazzarri - Maurizio Sarri - Carlo Ancelotti - Gennaro Gattuso - Luciano Spalletti | Argentina - Renato Cesarini - Bruno Pesaola | Austrija - Antonio Kreutzer - Bino Skasa - Rolf Steiger - Otto Fischer | Brazil - Luis Vinicio - Jarbas Faustinho Cané | Češka - Zdeněk Zeman | Engleska - Wiliam Garbutt - Eugen Payer | Španjolska - Rafael Benitez |  |  |

## Poznati igrači
| Italija - Giuseppe Cavanna (1929. – 1935.) - Antonio Vojak (1929. – 1935.) - Amedeo Amadei (1950. – 1956.) - Ottavio Bugatti (1953. – 1961.) - Antonio Juliano (1962. – 1978.) - Paolo Barison (1967. – 1970.) - Dino Zoff (1967. – 1972.) - Giuseppe Bruscolotti (1972. – 1988.) - Giuliano Morelli (1998. – 2000.) - Tarcisio Burgnich (1974. – 1977.) - Giuseppe Savoldi (1975. – 1979.) - Moreno Ferrario (1977. – 1988.) - Luciano Castellini (1978. – 1985.) - Salvatore Bagni (1984. – 1988.) - Ciro Ferrara (1984. – 1994.) - Claudio Garella (1985. – 1988.) - Bruno Giordano (1985. – 1988.) - Alessandro Renica (1985. – 1991.) - Andrea Carnevale (1986. – 1990.) - Fernando De Napoli (1986. – 1992.) - Giovanni Francini (1987. – 1994.) - Giuliano Giuliani (1988. – 1990.) - Massimo Crippa (1988. – 1993.) - Gianfranco Zola (1989. – 1993.) - Giovanni Galli (1990. – 1993.) - Fabio Cannavaro (1993. – 1995.) |  | Argentina - Bruno Pesaola (1952. – 1960.) - Omar Sivori (1965. – 1969.) - Daniel Bertoni (1984. – 1986.) - Diego Maradona (1984. – 1991.) - Roberto Ayala (1995. – 1998.) Brazil - Luis Vinicio (1955. – 1960.) - Faustino Canè (1962. – 1969. i 1972. – 1975.) - José Altafini (1965. – 1972.) - Angelo Sormani (1970. – 1972.) - Sergio Clerici (1973. – 1975.) - Antonio Careca (1987. – 1993.) - Ricardo Alemão (1988. – 1992.) - André Cruz (1994. – 1997.) |  | Urugvaj - Daniel Fonseca (1992. – 1994.) Švedska - Hasse Jeppson (1952. – 1956.) Paragvaj - Attila Sallustro (1926. – 1937.) Nizozemska - Ruud Krol (1980. – 1984.) Francuska - Alain Boghossian (1994. – 1997.) Hrvatska - Aljoša Asanović (1997. – 1998.) - Leo Rukavina |  |  |

## Igrači s najviše nastupa i pogodaka
| [ 7 ] | Igrač                | Državljanin          | Nastupa |
| ----- | -------------------- | -------------------- | ------- |
| 1     | Antonio Juliano      | Talijan              | 394     |
| 2     | Giuseppe Bruscolotti | Talijan              | 387     |
| 3     | Moreno Ferrario      | Talijan              | 310     |
| 4     | Attila Sallustro     | Talijan · Paragvajac | 273     |
| 5     | Bruno Gramaglia      | Talijan              | 273     |
| 6     | Carlo Buscaglia      | Talijan              | 259     |
| 7     | Ottavio Bugatti      | Talijan              | 256     |
| 8     | Ciro Ferrara         | Talijan              | 247     |
| 9     | Bruno Pesaola        | Argentinac           | 240     |
| 10    | Arnaldo Sentimenti   | Talijan              | 227     |

| [ 7 ] | Igrač            | Državljanin          | Pogodaka |
| ----- | ---------------- | -------------------- | -------- |
| 1     | Attila Sallustro | Talijan · Paragvajac | 118      |
| 2     | Antonio Vojak    | Talijan · Hrvat      | 102      |
| 3     | Diego Maradona   | Argentinac           | 81       |
| 4     | Careca           | Brazilac             | 73       |
| 5     | José Altafini    | Talijan · Brazilac   | 71       |
| 6     | Luís Vinício     | Brazilac             | 69       |
| 7     | Canè             | Brazilac             | 56       |
| 8     | Giuseppe Savoldi | Talijan              | 52       |
| 9     | Hasse Jeppson    | Šveđanin             | 42       |
| 10    | Amedeo Amadei    | Talijan              | 47       |

## Boje, obilježja i nadimci
Budući da je Napulj primorski grad, boje kluba uvijek su bile povezane s plavom bojom, koje obilježavaju Napuljski zaljev. U početku svog nastajanja, kada je Napoli, nosio ime Napoli FBC, boje kluba činile su dvije nijanse plave boje. Od 1920-ih, talijanska nogometna reprezentacija je, po uzoru na njih, preuzela plavu boju na svoje dresove, i tako je Napoli dijelio svoj nadimak azzurri s talijanskom nogometnom reprezentacijom.
Jedan od nadimaka Napolija, bio je I ciucciarelli, (hr. - maleni magarci), taj nadimak su dobili nakon vrlo loših izvedbi tijekom sezone 1926./27. Taj naziv je značio nešto izuzetno pogrdno, no kako je Napolijev znak u to vrijeme bio neobuzdani crni konj, klupska je uprava magaraca ipak usvojila kao maskotu kluba, te su je prozvali O Ciuccio,a prikazivali su ga s ponosom.
Oznaka kluba na dresovima i na grbu s velikim slovom N smještenim unutar kruga, klub je usvojio od Internazinale Napolija. s manjim izmjenama, glavna razlika je bila ta da je slovo N bilo bijele boje, a oko kruga i unutar kruga su bile dvije nijanse plave boje.
Partenopei je bio popularan nadimak kluba, kao i za ljude iz okolice grada. Taj naziv je izveden iz grčke mitologije, gdje je sirena Partenopea pokušalala očarati Odiseja na svom brodu, kraj otoka Capri. U priči je Odisej rekao svojim ljudima da daju privezati brod, tako da budu u mogućnosti oduprijeti se pjesmama sirena. Kako Partenope nije mogla živjeti bez ljubavi, utopila se, te je njeno tijelo, prema legendi isplovilo na obali grada Napulja.

### Sponzori i proizvođači majica
| Vrijeme trajanja | Proizvođač opreme | Sponzor                                                                             |
| ---------------- | ----------------- | ----------------------------------------------------------------------------------- |
| 1978. – 1980.    | Puma AG           | nitko                                                                               |
| 1981. – 1982.    | Puma AG           | Snaidero                                                                            |
| 1981. – 1981.    | NR                | Snaidero                                                                            |
| 1982. – 1983.    | NR                | Cirio                                                                               |
| 1983. – 1984.    | NR                | Latte Berna                                                                         |
| 1984. – 1985.    | Linea Time        | Cirio                                                                               |
| 1985. – 1988.    | NR                | Buitoni                                                                             |
| 1985. – 1991.    | NR                | Mars                                                                                |
| 1991. – 1994.    | Umbro             | Voiello                                                                             |
| 1994. – 1996.    | Lotto             | Record Cucine                                                                       |
| 1996. – 1997.    | Lotto             | Centrale del Latte di Napoli                                                        |
| 1997. – 1999.    | Nike              | Polenghi                                                                            |
| 1999. – 2003.    | Diadora           | Peroni                                                                              |
| 2003. – 2004.    | Legea             | Russo Cicciano                                                                      |
| 2004. – 2005.    | Kappa             | Manuale d'amore / Sky Captain / Crash - Contatto fisico / Christmas in Love / Mandi |
| 2005. – 2006.    | Kappa             | Lete                                                                                |
| 2006. – 2009.    | Diadora           | Lete                                                                                |
| 2009.–           | Macron            | Lete / MSC                                                                          |

## Popularnost i rivali
Napoli je jedan od najpopularnijih nogometnih klubova u Italiji po broju nogometnih obožavatelja ima ih oko 9%.
Poput ostalih nogometnih klubova, i Napoli ima navijačke baze diljem Italije, ali i izvan talijanskih granica; procijenjeno je od strane kluba da imaju oko 5 do 6 milijuna obožavatelja u cijelom svijetu.
Napoli ima nekoliko lokalnih i nekoliko pravih rivala, a najznačajnije je rivalstvo s Romom. U pogledu Napoli i AS Roma su prilično bliske momčadi, a zajedno se natječu u poznatom talijanskom derbiju zvanom Derby del Sole, koji je svoj vrhunac doživio u razdoblju 1980-ih. Tu su još derbiji s Laziom i Veronom, kao i lokalni derbiji s Salernitarnom i Avellinom.
Također, za ljubitelje Napolija već dugo postoji prijateljstvo s Genovom koja seže od 1982. U zadnjem kolu 2006./07. u međusobnom susretu odigrali su 0:0 kako bi i jedni i drugi osigurali povratak u Serie A. Genovini navijači, kad dođu u Napulj često budu pozdravljeni sa: "Benvenuto fratello napoletano", što znači "Dobrodošli kod napuljskog brata". Tu su i također dobri odnosi s momčadima Ancone i Palerma.

## Klupski uspjesi

### Domaći uspjesi
Serie A: 3
- Prvak (4): 1986./87., 1989./90., 2022./23., 2024./25.
- Drugi (8): 1967./68., 1974./75., 1987./88., 1988./89., 2012./13., 2015./16., 2017./18., 2018./19.

 Coppa Italia: 6
- Prvak (6): 1961./62., 1975./76., 1986./87., 2011./12., 2013./14., 2019./20.
- Finalist (4): 1971./72., 1977./78., 1988./89., 1996./97.

 Supercoppa Italiana
- Prvak (2):  1990., 2014.
- Drugi (1): 2012., 2021.

 Serie B:
- Prvak  (1): 1949./50.
- Drugi (4): 1961./62., 1964./65., 1999./00., 2006./07.

 Serie C1:
- Prvak (1): 2005./06.

Lipton Kup:
- Prvak (3): 1909.; 1911.; 1914.
- Finalist (3): 1910.; 1912.; 1913.

### Europski uspjesi
Kup pobjednika kupova:
- Polufinalisti (1): 1976./77.
- Četvrtfinalist (1): 1962./63.

Kup UEFA:
- Prvak (1): 1988./89.

Intertoto kup:
- Prvak (1): 2008.

Anglo-talijanski Liga kup:
- Prvak (1): 1976.

Kup Alpa:
- Prvak (1): 1966.

## Vanjske poveznice
- Službena stranica kluba (tal.) (engl.) (šp.) (kin.)
- Službena stranica Serie A (tal.)
- Napoli magazine- sportske vijesti (tal.) (engl.)

### Ostali projekti
|  | Zajednički poslužitelj ima još gradiva o temi Sport u Napulju |